# Cabrioverdeck
Ein Cabrioverdeck bezeichnet das entfernbare oder wegklappbare Dach eines Cabriolets.

## Grundlagen
Heute ist das Verdeck eine komplexe Baugruppe, bestehend aus der äußeren, sichtbaren Hülle, einer beweglichen, in Scheren ausgeführten, meist stählernen Unterkonstruktion, die vorn zum Anklemmen an die Windschutzscheibe den Spriegel enthält, einer Fütterung (nicht bei allen Verdecken), und einer inneren Dachhaut (ebenso nicht bei allen Verdecken). Zunehmend werden auch motorische Betätigungen an Cabrio-Verdecken eingebaut. Das umfasst neben dem eigentlichen Klappvorgang auch die Verriegelung an der Windschutzscheibe.
Daneben sind seit Jahrzehnten auch Hardtops bekannt, die im Winter anstelle des Stoff-Verdecks montiert werden können, in neuerer Zeit als Ersatz des Stoffverdecks nun auch kofferraumversenkbare Klappdachkonstruktionen wie im Mercedes SLK und im Peugeot 206.
Vorteile von flexiblen Verdecken im Vergleich zu Klappdachkonstruktionen sind der geringere technische Aufwand (Kosten insbesondere in der Unfallreparatur) sowie ein größeres nutzbares Kofferraumvolumen bei geöffnetem Verdeck.

## Flexibles Verdeck (Softtop)

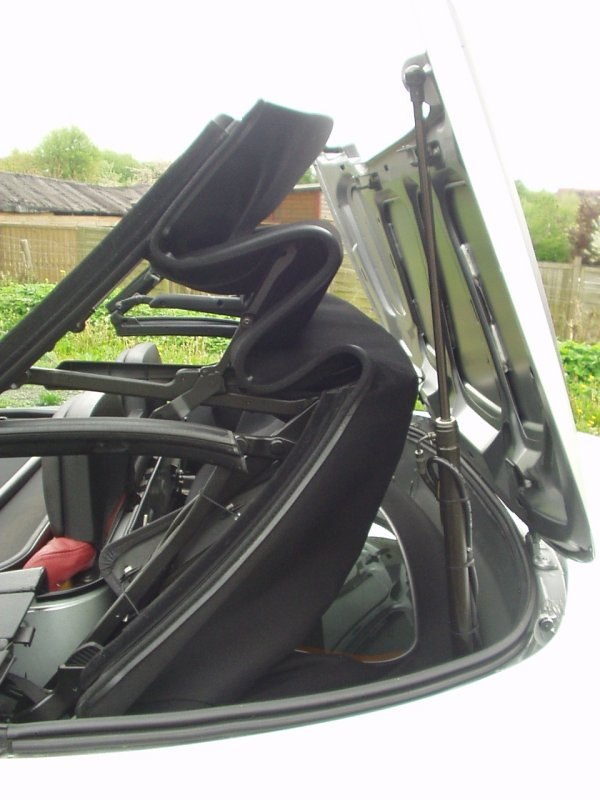
Das Stoffdach eines Opel Astra G faltet sich zusammen

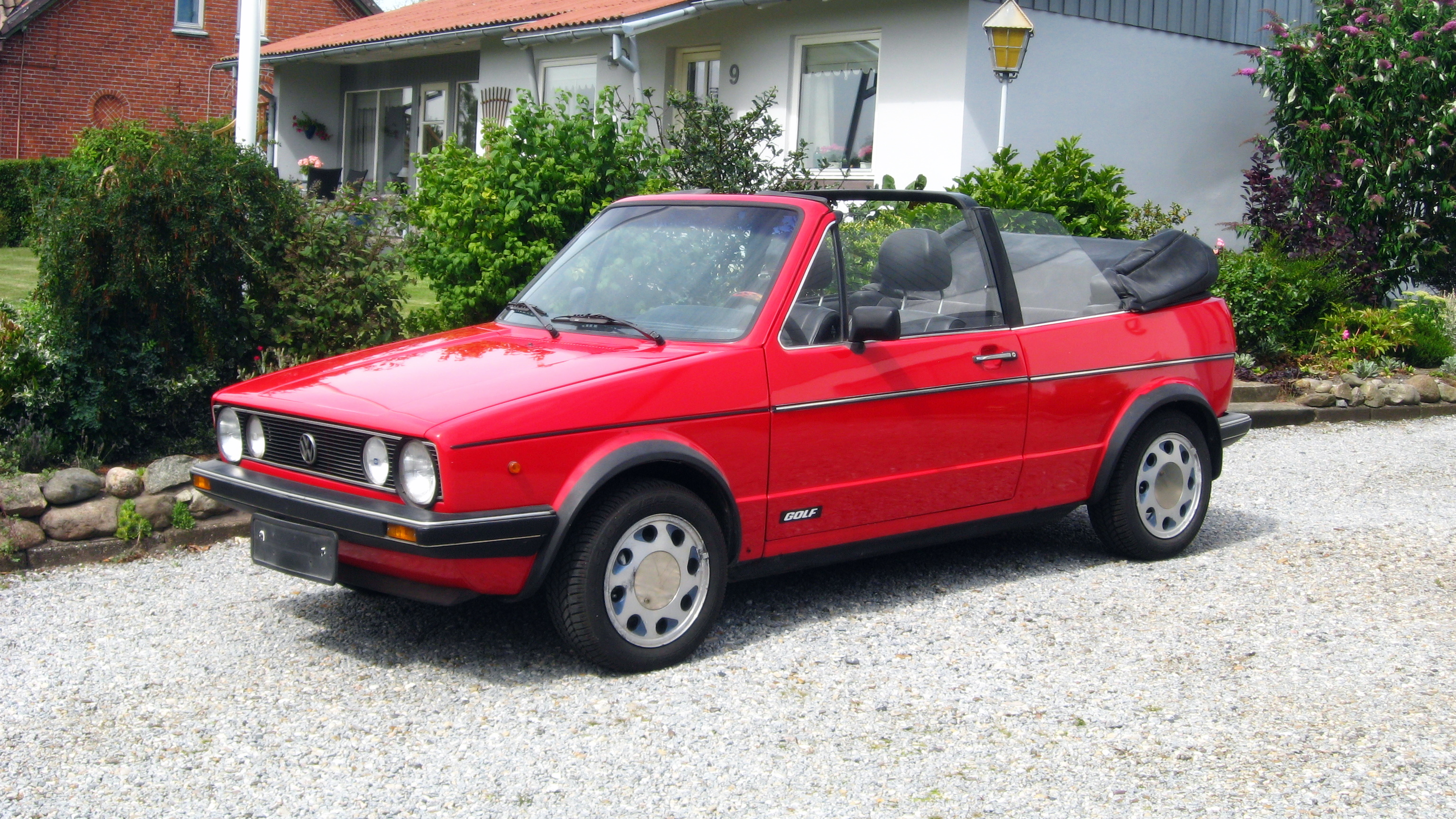
Ein VW Golf I mit geöffnetem Verdeck

Softtop ist die englische Bezeichnung für das Verdeck eines Cabrio aus flexiblem Material. Als Verdeckmaterial wird meist PVC oder Stoffgewebe verwendet.
Flexible Verdecke benötigen ein gewisses Augenmerk. Beim Öffnen vieler Modelle muss sorgsam darauf geachtet werden, dass nicht Bauteile wie die Heckscheibe Schaden nehmen oder gar das Verdeck an Knickstellen einreißt. Bei vielen älteren englischen Modellen sind auch die Scherengestänge heikle Objekte, die dem Ungeübten die Finger klemmen können und viel Zeit zum korrekten Öffnen und Schließen erfordern. Zudem sind Cabrio-Dächer in manchen Gegenden Ziel von Vandalismusattacken, indem sie mit Messerschnitten beschädigt werden, so dass sich das Abstellen eines Cabrios in einer Garage empfiehlt. Viele ältere Cabrioverdecke mit Baumwollgewebe vertragen es auch nicht, wenn sie nass unter der Persenning verstaut werden. Wenn die Sonne wieder hervorkommt, und das Fahrzeug anschließend, ohne eine Lüftung des Verdecks, in die Garage kommt, entstehen nicht selten unangenehme Gerüche und Schimmelbildung. Kunststoffgewebeverdecke vermeiden das, sind aber meist empfindlicher gegen Einreißen.

## Gefüttertes Stoffverdeck
In früheren Jahrzehnten gab es nur zwei Cabrioanbieter mit gefütterten Verdecken: VW (Käfer- und Golf Cabrio) und die Mercedes-SL-Baureihen. Seit dem Boom der Cabrios in den 1980er Jahren jedoch sind verschiedene Hersteller zu gefütterten, höherwertigen Verdecken übergegangen. Erst mit einem gefütterten Verdeck wird ein Cabrio ganzjährig nutzbar. Die breitflächige Einführung hochqualitativer Verdecke nahm dem Cabrio den Ruf des Drittwagens und Spielzeugs reicher Leute und ermöglichte es seinen Nutzern, das Cabrio als einziges Automobil ganzjährig zu nutzen, d. h. ohne im Winter wegen Kälte und Zugluft auf ein anderes Fahrzeug ausweichen zu müssen.
Die sonstigen Cabrioverdeck-Konstruktionen ohne Verdeckfütterung zeigen unter dem Dach innen weite Teile der Stützkonstruktion mit Scherengelenken und Spriegelstangen.

## Materialien
Es existieren mittlerweile eine Reihe von Materialien, die in der Verdeckproduktion verwendet werden.
- PVC: In den Anfangsjahren war vor allem das PVC-Material gefragt, das beispielsweise beim VW Käfer Cabrio verwendet wurde. PVC-Material fand bis in die 90er Jahre Verwendung und war in dieser Zeit zum Beispiel beim Ford Escort oder beim VW Golf Cabriolet in der Erstausrüstung der Standard. Das Material besteht aus zwei Schichten: einer Oberschicht aus PVC, die je nach Fahrzeugmodell eine spezifische Struktur (Narbung) aufweist, und einer Unterschicht aus einem Trägergewebe aus Stoff (meist Baumwolle).[1]

- Sonnenland Stoff: Der Sonnenland Stoff der Firma Haartz gilt heute als Standard für die europäische Automobilindustrie und wird beispielsweise von BMW, Mercedes oder Porsche in der Erstausrüstung verwendet. Der dreilagige Stoff besitzt in der Mitte eine Zwischengummierung aus Butylkautschuk, der den Stoff wasserdicht macht. Über die Jahre wurden verschiedene Ausführungen entwickelt (z. B. Sonnenland Classic, Sonnenland Plus, Sonnenland A5), die sich in Dehnbarkeit, Scheuerbeständigkeit und Elastizität unterscheiden.[2]

- Amerikanisches Material: In den USA existieren einige Hersteller die eigene Verdeckstoffe produzieren, die dem deutschen Sonnenland zwar nahekommen, sich in der Verarbeitung jedoch unterscheiden. Vor allem die Licht- und Scheuerbeständigkeit ist oft nicht vergleichbar.

## Klappbares Dach (Retractable Hardtop)

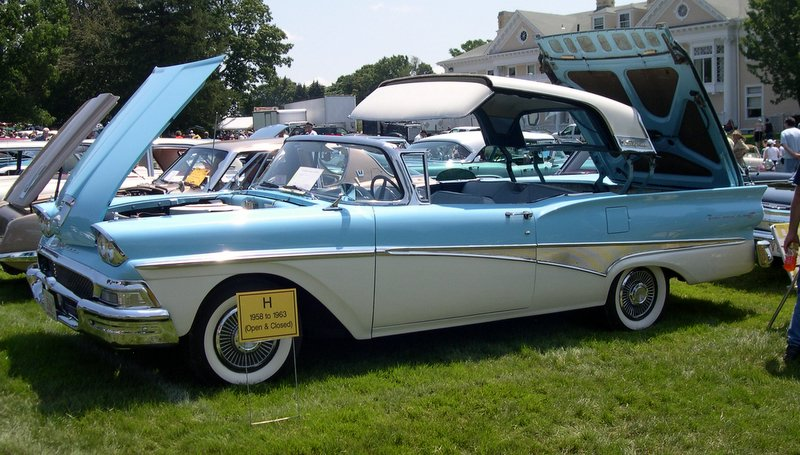
Ford Fairlane 500 Skyliner Retractable Convertible Coupé (1958)

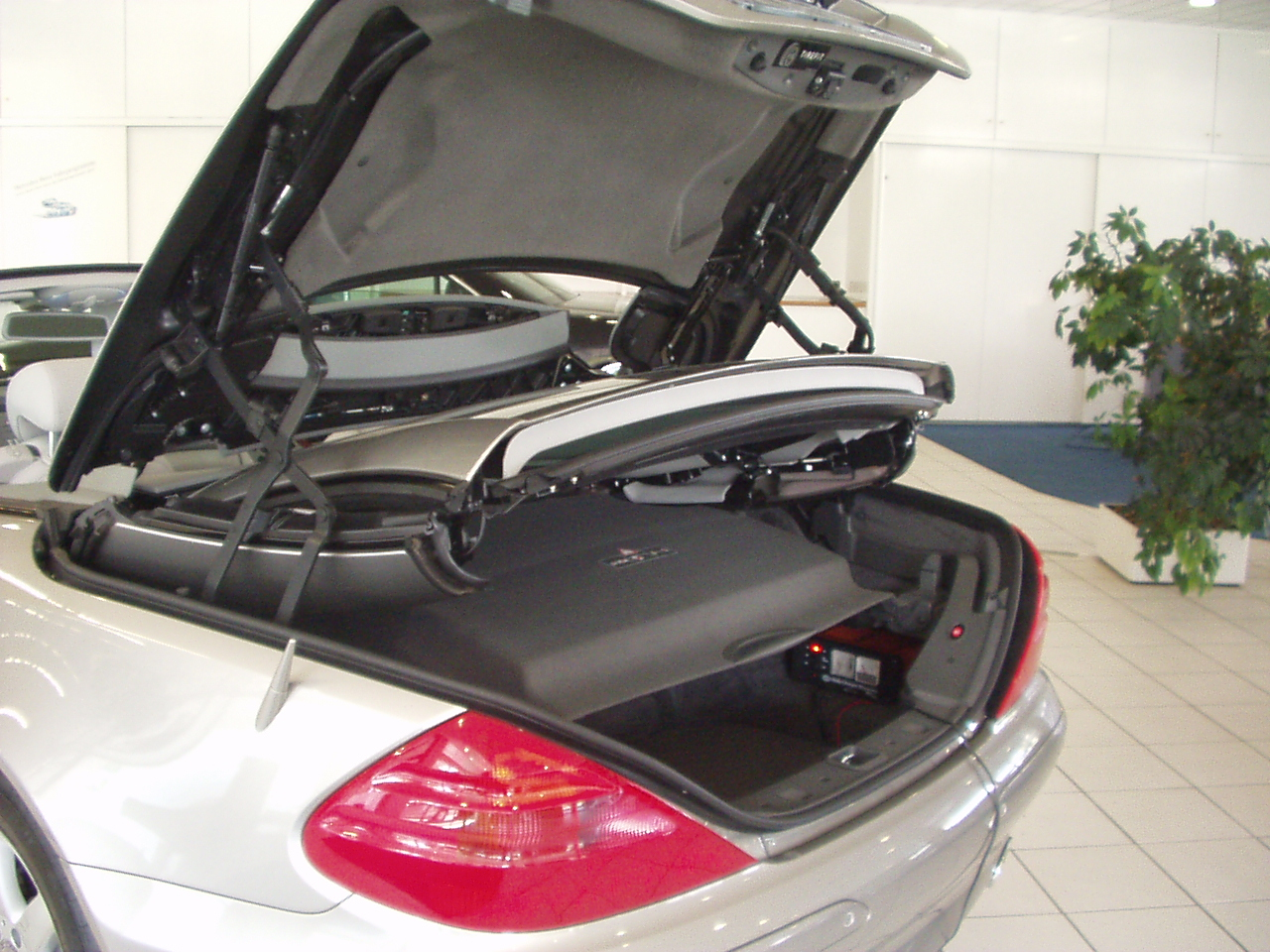
Das gefaltete Variodach eines Mercedes-Benz SL der Baureihe R 230 kurz vor der Endstellung

Im Laufe der Zeit kamen vermehrt Fahrzeuge mit Klappdächern aus festen Materialien auf den Markt. Sie klappen das Dach meist in mehreren Segmenten in den Kofferraum. Diese Bauform wird im Englischen als Retractable Hardtop (RHT) (einfahrbares festes Dach) bezeichnet.
Das erste in Serie produzierte Fahrzeug mit versenkbarem Metalldach war der Peugeot 401 Eclipse von 1935. Der amerikanische Großserienhersteller Ford bot in den Modelljahren 1957, 1958 und 1959 das sechssitzige Fairlane 500 Skyliner Retractable Convertible Coupé an, dessen Metalldach in einem gegenüber dem herkömmlichen Coupé verlängerten Kofferraum untergebracht werden konnte. In drei Jahren entstanden 48.400 Exemplare, die heute zu den gesuchten Oldtimern gehören.
Vier Jahrzehnte später griff Mercedes-Benz die Idee des versenkbaren Metalldachs mit dem 1996 eingeführten SLK wieder auf. Auch andere Cabrios und Roadster erhielten ähnliche Dachmechanismen, wie z. B. Lexus, Opel, BMW oder auch der Mazda MX 5, der sogar in beiden Varianten, mit Stoffdach oder festem Klappdach, geordert werden kann.
Mit diesem Dach aus Stahl und Kunststoff, in das teilweise Glaseinsätze (Renault Mégane CC, Nissan Micra) oder ein Schiebedach (VW Eos) integriert sind, kann das Cabriolet auch als Coupé genutzt werden, so dass sich die Modellbezeichnung Coupé-Cabriolet etabliert hat. Die dritte Generation des Mercedes-Benz SLK kann als Erweiterung des herkömmlichen Daches entweder mit einem getönten Panorama-Variodach oder einem Panorama-Variodach mit der sog. Magic Sky Control geordert werden. Auf Wunsch färbt sich hier das transparente Glasdach sekundenschnell dunkel.